# My Mad Fat Diary
My Mad Fat Diary é uma série de televisão britânica baseada no livro "My Fat, Mad Teenage Diary", escrito por Rae Earl. Estreou em 14 de janeiro de 2013 pelo canal de televisão E4. A série é situada na década de 1990, a história acompanha a vida de Rae, uma jovem obesa de 16 anos que vive em Lincolnshire com a sua mãe. Recém saída de um hospital psiquiátrico, ela vê-se num mundo no qual não se sente à vontade. Sem perder o bom humor e a sua crença no amor, Rae pretende alcançar o seu objectivo. É escrita por Tom Bidwell e dirigida por Tim Kirkby e Benjamin Caron nos estúdios Tiger Aspect Productions, com distribuição por conta da Endemol UK.
Na manhã de 26 de novembro de 2014, a série foi renovada para a 3ª e última temporada.
Na tarde de 10 de Junho de 2015, foi confirmado o dia em que estreia a última temporada, dia 22 de Junho de 2015.

## Sinopse
Situada em em Stamford, Lincolnshire a série acompanha a vida da adolescente Rae Earl (Rachel 'Rae' Earl) que tem 16 anos e que acaba de sair de um hospital psiquiátrico a onde ela passou quatro meses. Ela reencontra sua ex melhor amiga Chloe que desconhece os sérios problemas de saúde mental e imagem corporal da amiga, acreditando que ela estava na França nos últimos quatro meses. Rae tenta manter esta informação e ao mesmo tempo, tenta impressionar os amigos de Chloe, Izzy, Archie, Chop e Finn.  

## Elenco
- Sharon Rooney como Rachel 'Rae' Earl, que sofre com excesso de peso e 16 anos de idade, passou quatro meses em um hospital psiquiátrico. Ela se esforça para esconder seus problemas de imagem corporal de saúde e mental de seus novos amigos e tem dificuldade para se encaixar na nova turma.

- Claire Rushbrook como Linda Earl-Bouchtat, mãe de Rae.

- Ian Hart como Dr. Kester, terapeuta de Rae que tenta ajuda-la a lidar com seus problemas.

- Nico Mirallegro como Finn Nelson, um menino a quem Rae não gosta no princípio, mas que mais tarde se torna seu principal interesse amoroso

- Jodie Comer como Chloe Gemell, atraente, melhor amiga popular de Rae desde a infância.

- Dan Cohen como Archie, amigo íntimo de Rae. Ele mais tarde se revela ser gay e é vítima de homofobia e assédio moral

- Jordan Murphy como Arnold "Chop" Peters, o cara mais grosseiro do grupo

- Ciara Baxendale como Izzy, a menina doce, do grupo. Muitas vezes, alegre e otimista, Rae descreve-a como nunca tendo um pensamento negativo.

- Darren Evans como Danny

- Sophie Wright como Tix

- Turlough Convery como Liam Owen